# Keramikmuseum Mettlach

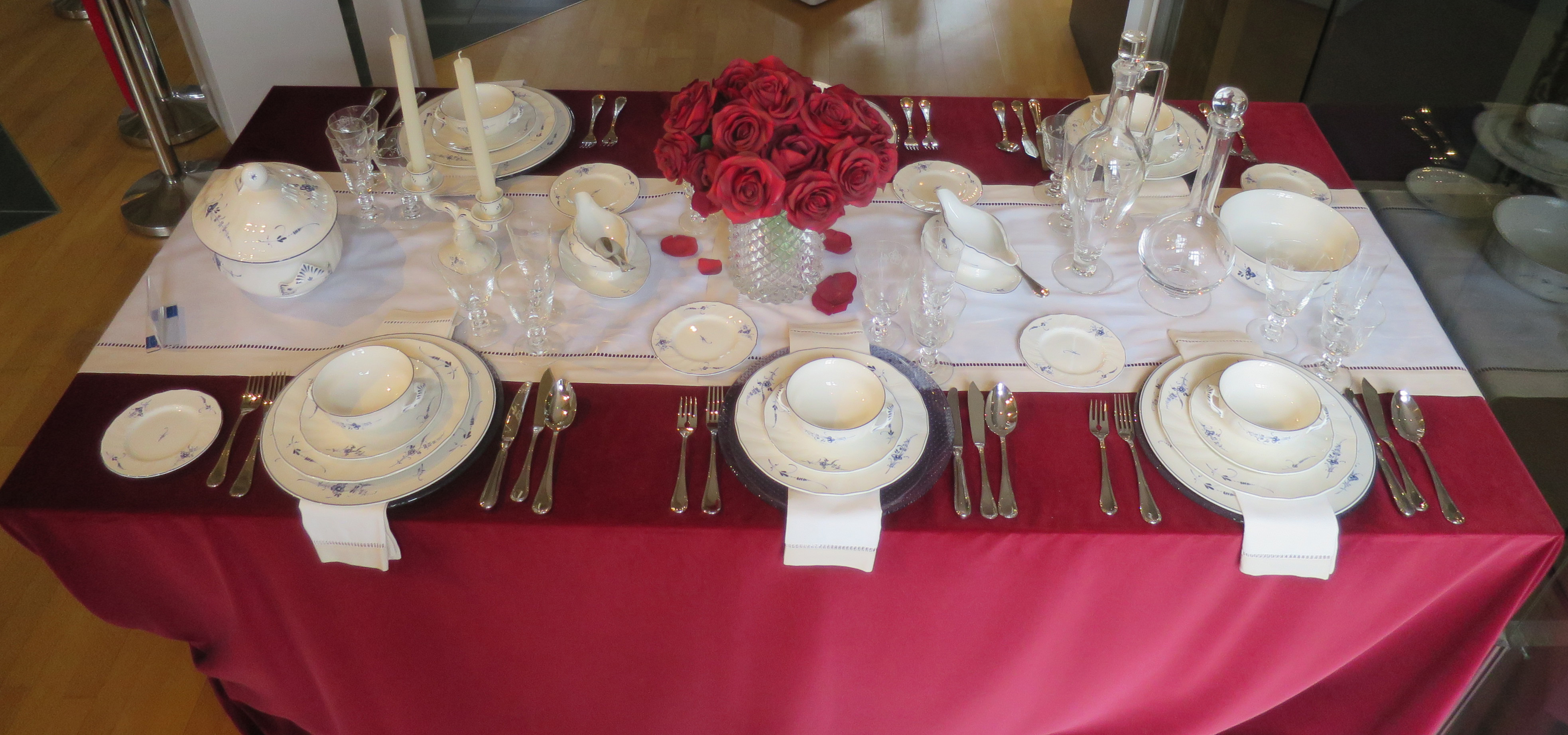
Gedeck mit Geschirr im Dekor Alt Luxemburg

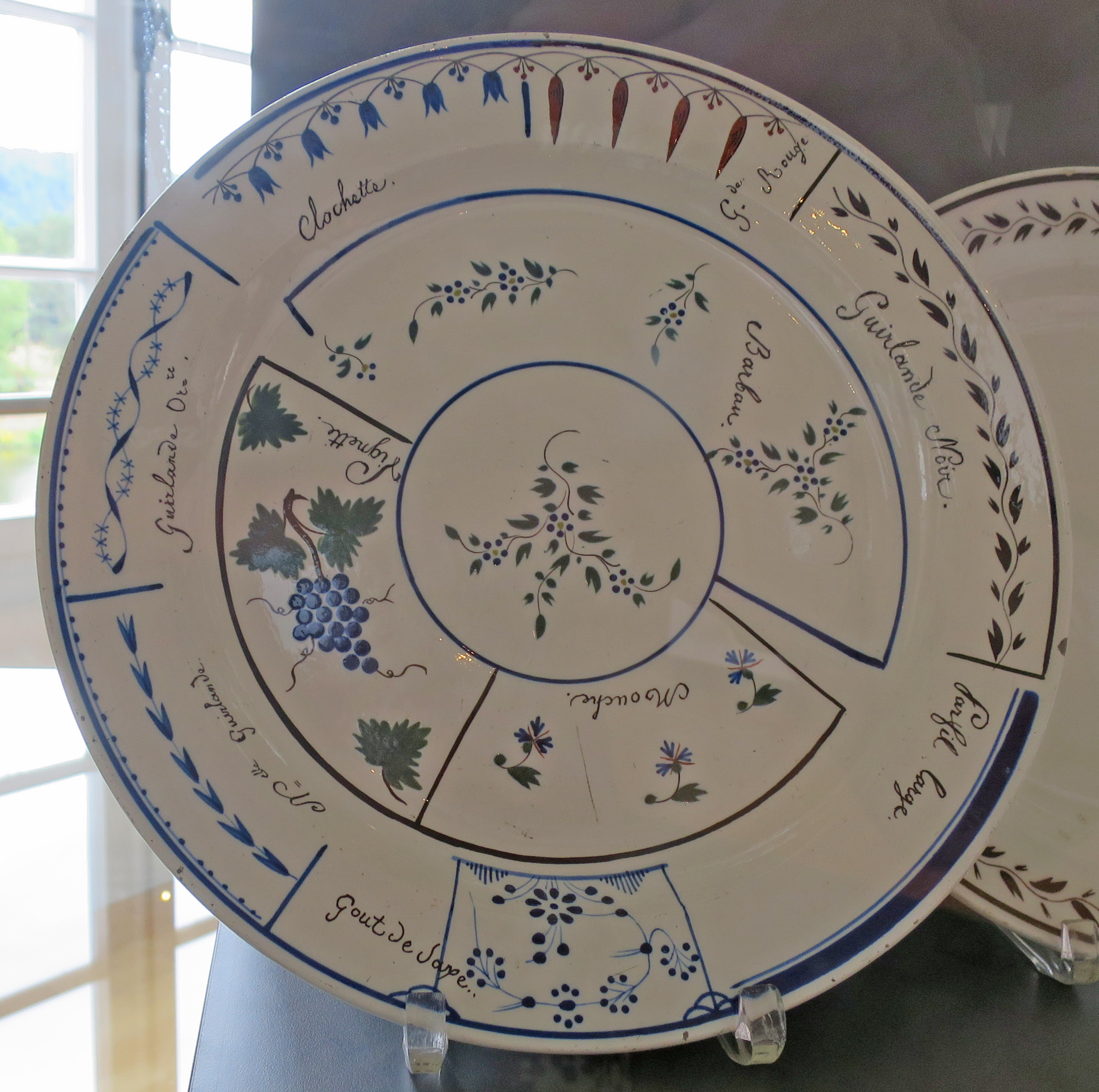
Musterteller (1815/1825), der verschiedene Dekors vereinigt und von Vertretern von Villeroy & Boch beim Verkauf eingesetzt wurde.

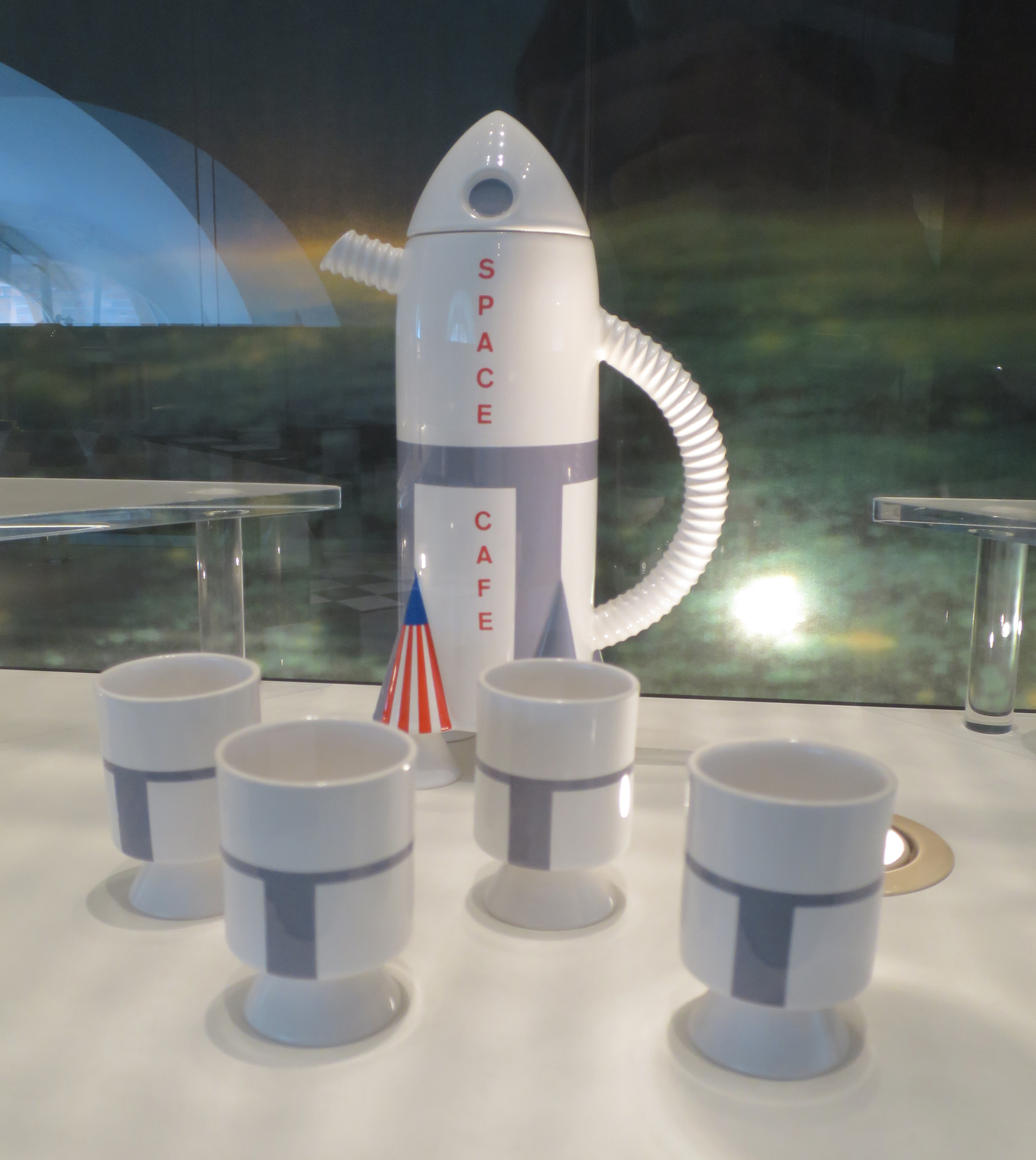
Kaffee-Geschirrsatz Space Cafe

Das Keramikmuseum Mettlach ist ein Museum zur Keramikgeschichte und zur Firmengeschichte von Villeroy & Boch. Im Januar 2025 wurde es nach längerer Renovierung und Umgestaltung im Rahmen des Standortentwicklungsprojekts Mettlach 2.0 als Villeroy & Boch Welt wiedereröffnet.

## Geografische Lage
Das industriegeschichtliche Museum liegt in Mettlach. Es ist im ersten Stock der barocken Alten Abtei Mettlach untergebracht, Stammsitz und historischer Produktionsstandort von Villeroy & Boch. Hier wird auf einer Fläche von über 2000 Quadratmetern die Ausstellung gezeigt. Im Erdgeschoss ist ein Outlet untergebracht.

## Ausstellung
Das Keramikmuseum Mettlach, früher auch Keravision und Keramikmuseum, seit der Umgestaltung und Wiedereröffnung 2025 Villeroy & Boch Welt, wird von Villeroy & Boch betrieben. Es wurde zum 250-jährigen Firmenjubiläum 1998 als Keravision eröffnet, stellt die Firmengeschichte dar und präsentiert zahlreiche Ausstellungsstücke aus der mehr als 250-jährigen Produktion. Die Ausstellung ist chronologisch aufgebaut und beginnt mit Exponaten der Vorgängerbetriebe aus der Mitte des 18. Jahrhunderts, aus denen dann später Villeroy & Boch entstand. Seit der Umgestaltung und Wiedereröffnung umfasst die Ausstellung auch interaktive Elemente und Einblicke in Design- und Herstellungsprozess.
Schwerpunkt der Sammlung ist Geschirr aus Steingut und Porzellan. Dieses wird als Teil der Tischkultur in zahlreichen entsprechenden Gedecken präsentiert. Gezeigt wird weiter Baukeramik, vor allem die Mettlacher Platten, Boden- und Wandfliesen mit zahlreichen unterschiedlichen Dekors, Sanitärkeramik sowie anderes aus Keramik, etwa Vasen, Ziergegenstände, Kachelöfen, Abwasserrohre und Porzellan-Isolatoren. Präsentiert werden aber auch Objekte, die nicht zur Hauptlinie der Produktion gehörten, etwa Erzeugnisse der firmeneigenen Glashütte. Daneben werden noch Erinnerungsstücke aus der Familiengeschichte gezeigt.
Teil der Ausstellung ist auch das Interieur eines historischen Milchladens. Vor der Umgestaltung diente dieser als Besuchercafé.